# Vangjel Toçe
Vangjel Toçe (ur. 25 marca 1953 w Tiranie) – albański aktor. 

## Życiorys
W 1976 ukończył studia na wydziale aktorskim Instytutu Sztuk w Tiranie. Od 1 lipca 1976 występował na scenie Teatru Ludowego (alb. Teatri Popullor). Zadebiutował w komedii Prefekti Besima Levonji. W 2018 przeszedł na emeryturę.
Na dużym ekranie zadebiutował w 1978 rolą Piro w serialu telewizyjnym I treti. Potem zagrał jeszcze w 10 filmach fabularnych, w tym jedną rolę główną – Migjeniego w filmie Nje nate pa drite.
Żonaty (żona Diana Ziu jest kompozytorką).

## Role filmowe
- 1978: I treti jako Piro
- 1978: Vajzat me kordele të kuqe jako oficer włoski
- 1980: Skëterrë '43 jako więzień
- 1981: Një nate pa drite jako Migjeni
- 1987: Binarët jako Qafoku
- 1987: Rrethi i kujtesës
- 1988: Hetimi vazhdon jako Vangjush
- 1989: Muri i gjallë jako Klaudi
- 1990: Unë e dua Erën jako Miri, przyjaciel Genciego
- 1992: Pas fasadës jako Thimi
- 1998: 8 persona plus jako Bojaxhiu
- 2000: Porta Eva jako Pirat
- 2007: Mao Ce Dun jako Tahir
- 2009: Kronikë provinciale